# The Three O'Clock
The Three O'Clock is een Amerikaanse alternatieve rockband, die wordt geassocieerd met het Los Angeles Paisley Underground-circuit uit de jaren 1980. Zanger en bassist Michael Quercio wordt erkend met het bedenken van de term Paisley Underground om een subset van het Los Angeles-muziekcircuit uit de jaren 1980 te beschrijven, waaronder bands als Dream Syndicate, Rain Parade, Green on Red, The Long Ryders en The Bangles.

## Geschiedenis

### Formatie en vroege jaren als The Salvation Army: 1981-1982
The Three O'Clock werd oorspronkelijk geformeerd onder de naam The Salvation Army in 1981. De oorspronkelijke bezetting was Quercio (zang, bas), John Blazing (gitaar) en Troy Howell (drums). Ze brachten in november 1981 de single Mind Gardens/Happen Happened) uit bij het label The Minutemen's New Alliance. Op dit moment was Quercio (toen aangekondigd als Ricky Start) de enige songwriter van de band, die licht psychedelische pop-beïnvloedde deuntjes speelde met een uitgesproken punk-achtige energie. Tegen het einde van het jaar verliet Blazing de band en werd vervangen door Gregg Gutierrez, later bekend als Louis Gutierrez. Quercio keerde terug naar zijn echte naam en deze bezetting van The Salvation Army tekende bij het onafhankelijke label Frontier Records uit Los Angeles en bracht in mei 1982 een titelloze debuut-lp uit.

### Naamswijziging in The Three O'Clock en vroeg succes: 1982-1983
In de zomer van 1982 dwongen juridische problemen met het eigenlijke Salvation Army de band om hun naam te veranderen. The Three O'Clock kwam uit de tijd van de dag dat de band repeteerde. Bijna precies samenvallend met de naamsverandering in augustus 1982, verliet Howell de band en Mike Mariano (keyboards, Great Buildings, The Falcons) en Danny Benair (drums, The Quick, The Weirdos, Choir Invisible, The Falcons) traden toe. Frontier zou later de lp Salvation Army heruitgeven onder de bandnaam Befour Three O'Clock in 1986 en opnieuw in 1992. Nog onder contract bij Frontier, bracht de band eind 1982 de ep Baroque Hoedown uit, hun debuutuitgave als The Three O'Clock. De ep werd in 1983 gevolgd door de volledige lp Sixteen Tambourines. Beide Frontier-publicaties zijn geproduceerd door Earle Mankey. The Three O'Clock had zich ontwikkeld tot een powerpop ensemble met invloeden van de garagebands uit de jaren 1960. Quercio en Gutierrez waren co-auteur van bijna al het materiaal van de band, met af en toe assistentie van Mariano. Ze kregen airplay in Zuid-Californië, met name bij het invloedrijke LA-station KROQ-FM. Jet Fighter van Sixteen Tambourines werd een radiohit van de nationale universiteit.

### De I.R.S./Paisley Park jaren: 1984-88
The Three O'Clock tekende bij I.R.S. Records voor hun volgende album Arrive Without Travelling uit 1985. Producent Mike Hedges nam het album op in Duitsland. De band scoorde een kleine hit met Her Head's Revolving, wiens video regelmatig werd uitgezonden op MTV. Half the Way There werd ook uitgebracht als een 12-inch single en bevatte een Motown-stijl drumbeat en rijke harmonieën. In 1986 verving gitarist Steven Altenberg Gutierrez voor Ever After, geproduceerd door Ian Broudie. Quercio was opnieuw de belangrijkste songwriter van de band. Suzie's on the Ball Now was de single, die een kleine airplay kreeg op stations als KROQ-FM in Los Angeles. Het was een synthpopnummer in de huidige mode van die tijd en nogal onkarakteristiek voor het vorige geluid van de band.
In 1988 verliet Altenberg de gelederen van de band en Benair plaatste een advertentie in het Los Angeles-magazine The Recycler om een nieuwe gitarist voor The Three O'Clock te vinden. Toevallig stond die advertentie in hetzelfde nummer als dat van Jason Falkner, die op zoek was naar gelijkgestemde mensen om de beste band ter wereld te formeren. Falkner, die in zijn vorige band Three O'Clock-nummers had gespeeld, belde het nummer in de advertentie, deed auditie en kreeg het contract. De nieuwe bezetting van The Three O'Clock ging al snel de studio in om het door Ian Ritchie geproduceerde Vermillion op te nemen bij Warner Bros. Records door middel van Prince's Paisley Park Records-afdruk. Benair zei, dat Prince op de hoogte was van Arrive Without Traveling en de video Her Head's Revolving. Prince droeg zelf de song Neon Telephone bij aan Vermillion onder het pseudoniem Joey Coco. Het album was een zorgwekkende en commerciële mislukking en plaatste zich niet in de hitlijsten. Het was het laatste studioalbum van The Three O'Clock.

### Ontbinding en nasleep: 1989-2012
The Three O'Clock ontbonden kort na de publicatie van Vermillion.
- Michael Quercio trad kort toe tot Game Theory in 1990. Daarna richtte hij Permanent Green Light op, dat twee albums uitbracht, en later The Jupiter Affect. Quercio blijft spelen in Los Angeles popbands.
- Louis Gutierrez speelde met Louis en Clark en werd daarna een van de belangrijkste leden van Mary's Danish.
- Danny Benair ging aan de slag bij verschillende platenlabels en richtte later het Natural Energy Lab op, een in Los Angeles gevestigd muziekmarketingbedrijf, dat gespecialiseerd is in film-, televisie- en commerciële plaatsing.
- Jason Falkner vervoegde zich bij Jellyfish en vervolgens The Grays, voordat hij halverwege de jaren 1990 een succesvolle solo-platencarrière startte.
- Troy Howell richtte de band The Eyes of Mind op, die bij Bomp Records opnam. Hij speelde ook met Cee Farrow en de band OOSoul (double oh soul). Arrive Without Traveling en Ever After werden in 2002 uitgebracht op een single cd.

### Revival: 2013-heden
Na 25 jaar reünie-aanbiedingen te hebben afgewezen, werd The Three O'Clock opnieuw geformeerd, nadat ze de kans kregen om te spelen op het Coachella Festival in 2013. Driekwart van de klassieke bezetting, Michael Quercio (zang / bas), Louis Gutierrez (gitaar) & Danny Benair (drums) werd vergezeld door de nieuwe rekruut Adam Merrin (keyboards). De groep speelde beide weekenden van het Coachella Festival en speelde ook op Conan op 10 april 2013. Ze begonnen later aan een minitournee en brachten datzelfde jaar verschillende archiefopnamen uit. De laatste show van de tournee was op 24 juni 2013 in Fingerprints, een platenwinkel in Long Beach (Californië).
In december 2013 speelden The Three O'Clock twee nachten met drie andere herenigde Paisley Underground-bands - The Bangles, Dream Syndicate en Rain Parade - in The Fillmore in San Francisco (5 december) en The Fonda Theatre in Los Angeles (6 december benefietconcert). Drie nieuwe opnamen van The Three O'Clock werden in november 2018 uitgebracht als onderdeel van het verzamelalbum 3 × 4, dat ook The Dream Syndicate, The Bangles en Rain Parade omvatte, waarbij elk van de vier bands nummers van de andere bands coverde. Na de eerste publicatie van Record Store Day First als dubbelalbum op "psychedelic swirl" paars vinyl, bracht Yep Roc Records het album in februari 2019 uit op lp, cd en digitaal. Vanaf 2018 bleef de herenigde band actief en bleef ze optreden in en rond Zuid-Californië.

## Discografie

### Albums
als The Salvation Army
- 1982: The Salvation Army Frontier Records

als Befour Three O'Clock
- 1986: Befour Three O'Clock – heruitgave van Salvation Army lp
- 1992: Happen Happened – cd-heruitgave van Salvation Army lp, plus 9 bonustracks

als The Three O'Clock
- 1982: Baroque Hoedown (ep, Frontier Records)
- 1983: Sixteen Tambourines (Frontier Records)
- 1985: Arrive Without Travelling (I.R.S. Records)
- 1986: Ever After (I.R.S. Records)
- 1988: Vermillion (album)|Vermillion (Paisley Park Records)
- 2013: Live at the Old Waldorf (Burger Records)
- 2013: The Hidden World Revealed (compilatie, Omnivore Recordings)
- 2018: 3 × 4 (compilatie, Yep Roc Records)

### Rarities
- 1986: Regina Caeli – 7-inch eenzijdige single (fanclub uitgave, Christmas)